# Indio (Kalifornien)
Indio ist eine Stadt im Riverside County im US-Bundesstaat Kalifornien, Vereinigte Staaten. Das U.S. Census Bureau ermittelte bei der Volkszählung 2020 eine Einwohnerzahl von 89.137. Das Stadtgebiet hat eine Größe von 75,6 km². Der Name der Stadt leitet sich vom spanischen Wort für Indianer ab.

## Lage und Klima
Indio liegt in der Colorado-Wüste, die einen Teil der größeren Sonora-Wüste bildet. Der Ort grenzt an die Salton-Senke an und liegt auf dem Gebiet des früheren Lake Cahuillas. Die Stadt Indio liegt etwa 4 m unter dem Meeresspiegel im zentralen Riverside County in Kalifornien etwa 200 km (Fahrtstrecke) östlich von Los Angeles im Coachella Valley; die Millionenstadt San Diego ist ebenfalls etwa 200 km in südwestlicher Richtung entfernt. Ungefähr 5 km nordöstlich von Indio befindet sich die San-Andreas-Verwerfung, die die Grenze zwischen Pazifischer und Nordamerikanischer Platte bildet. Nördlich befindet sich der Joshua-Tree-Nationalpark, im Osten der Saltonsee. Die Interstate 10 verläuft in Ost-West-Richtung durch Indio. Das Klima ist – nach kühlen Nächten – meist wüstenartig heiß; der geringe Regen (ca. 100–200 mm/Jahr) fällt überwiegend im Winterhalbjahr.

## Bevölkerung
| Jahr      | 1950  | 2000   | 2020   |
| Einwohner | 5.300 | 49.116 | 89.137 |

Trotz oder gerade wegen ihres trockenen wüstenartigen Klimas verzeichnete die Stadt seit den 1950er Jahren einen enormen Bevölkerungsanstieg. Etwa 80 % der zumeist zugewanderten Einwohner sind spanisch-indianischer Abstammung.

## Wirtschaft
Das wüstenartige Klima begünstigt das Wachstum von Dattelpalmen im Ort und in seiner Umgebung; die Produktion deckt rund 95 % des Bedarfs der USA. Die Trink- und Brauchwasserversorgung gewährleistet der All-American Canal. Heute ist Indio wegen der Flugrouten von Zugvögeln, die auf dem Weg zum Saltonsee auch die Stadt passieren, ein offizielles Vogelschutzgebiet (National Bird Sanctuary).

## Geschichte
Der Ort Indio entstand als Zwischenstopp der Southern Pacific Railroad zwischen Yuma, Arizona und Los Angeles. Erst nannte man die Siedlung Indian Wells („Indianerbrunnen“), was heute der Name einer Nachbarstadt ist. Weil jedoch viele andere Orte schon Indian Wells hießen, wurde der Stadt der spanische Name Indio gegeben. Mit der Ankunft der Eisenbahn im Jahr 1876 begann sich die Siedlung zu entwickeln; das erste dauerhafte Haus war das Depot der Eisenbahn mit seinem Hotel. Es wurde im Craftman Style errichtet. Die Southern Pacific Railroad versuchte angesichts des unwirtlichen Gebiets das Leben der Arbeiter möglichst angenehm zu gestalten, so enthielt das Hotel ein vornehmes Esszimmer und veranstaltete freitags Tanzabende.
Als Eisenbahnersiedlung gegründet, wandelte sich Indio schon nach kurzer Zeit in ein landwirtschaftlich geprägtes Gebiet. Dank Artesischer Brunnen konnten Zwiebeln, Baumwolle, Weintrauben, Zitruspflanzen und Dattelpalmen gut wachsen; später nutzte man auch den All-American Canal zur Bewässerung. Trotzdem blieb das Wasser ein Problem für Indio, da die Stadt bis zum Bau der Regenwasserkanäle im Coachella Valley mehrmals überflutet wurde.
Auch Unternehmer entdeckten Indio für sich. Dr. Harry Smiley und seine Frau Nell blieben mit ihrem Auto auf dem Weg nach Los Angeles liegen und wurden zu frühen Einwohnern Indios. Sie gewannen an Einfluss und gestalteten das Gebiet mit. A. G. Tingman besaß ein Geschäft und wurde der erste Postmeister von Indio, war aber auch dafür bekannt, Bergarbeiter für ihre Arbeit auszunutzen. Später kam Dr. June Robertson McCarroll nach Indio und wurde zu einer angesehenen Ärztin und Philanthropin. Nachdem sie mehrmals von Autos angefahren worden war, setzte McCarroll zusammen mit dem örtlichen Frauenclub durch, dass in Kalifornien fortan weiße Streifen auf die Straßen gemalt wurden. Indio konnte sich schnell etablieren und den durch die Eisenbahnzeit entstandenen Charakter beibehalten.
Schon zu Beginn des 20. Jahrhunderts war Indio keine leblose Eisenbahnstadt mehr. Es wurden Schulen und das La-Casita-Krankenhaus errichtet, und viele Familien ließen sich nieder. Ab 1920 hatte Indio zwischen tausend und zweitausend ganzjährige Einwohner, in den Wintermonaten mit 2500 bis 5000 Einwohnern sogar noch deutlich mehr. Dennoch übertrafen die Nachbarorte Coachella und Thermal diese Zahlen schon bald. Trotzdem wuchs Indio weiter und erhielt im Jahr 1930 das Stadtrecht. Am 6. September 1930 wurde dem Ladenbesitzer Fred Kohler als erstem Einwohner Indios ein Gewerbeschein überreicht.
Als später viele Einwohner in die westlicher gelegenen, neueren Städte wie Palm Desert umzogen, musste Indio einen Rückschlag verkraften. Momentan scheint sich dieser Trend wieder umzukehren und der Osten des Coachella Valleys eine zentralere Rolle einzunehmen.

## Politik
Indio ist Teil des 28. Distrikts im Senat von Kalifornien, der momentan vom Demokraten Ted Lieu vertreten wird, und des 56. Distrikts der California State Assembly, vertreten vom Demokraten V. Manuel Perez. Des Weiteren gehört Indio Kaliforniens 36. Kongresswahlbezirk an, der einen Cook Partisan Voting Index von R+1 hat und vom Demokraten Raul Ruiz vertreten wird.
Die vertikal durch die Stadt verlaufende Monroe Street stellt eine Art sozioökonomische Grenze für die politische Einstellung der Bürger dar: Die Gebiete östlich der Straße sind eher demokratisch geprägt, während die Wähler im westlichen Stadtgebiet zur Republikanischen Partei tendieren. Im Jahr 2001 stufte das Forbes Magazine den Westteil Indios zusammen mit den westlichen Nachbarorten La Quinta, Bermuda Dunes und Indian Wells als eine der wohlhabendsten Gegenden in den Vereinigten Staaten ein.

## Kultur

### Jährliche Festivals

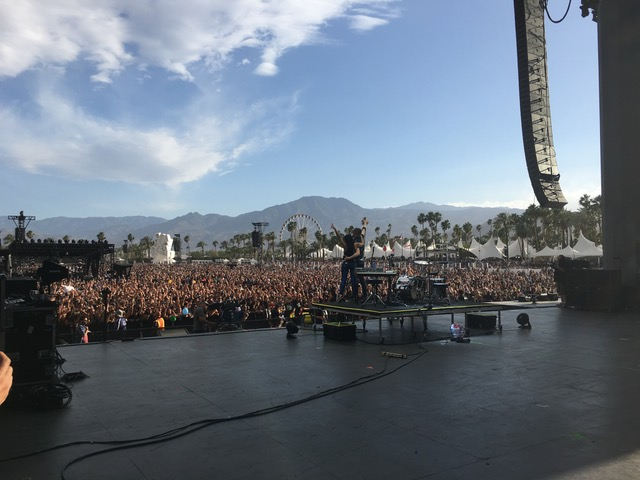
Bühne des Coachella Valley Music and Arts Festivals 2016

Wegen der zahlreichen jährlichen Festivals und Veranstaltungen in Indio hat die Stadt von ihrer Handelskammer offiziell den Spitznamen The City of Festivals erhalten. Während des ganzen Jahres finden im Stadion auf den Riverside County Fairgrounds mehrere Konzerte, Monstertruckrallyes, Rodeo- und Reitfestivals und Kamelrennen statt.
Zwei bedeutsame jährliche Feste sind das Riverside County Fair and National Date Festival und das Indio International Tamale Festival. Das Erstgenannte wird jeden Februar auf den Riverside County Fairgrounds im Zentrum Indios an der California State Route 111 veranstaltet. Seit 1947 wird hiermit die Dattelernte im Coachella Valley gefeiert. Das Tamale Festival wird immer im Dezember in Indios Altstadt ausgerichtet und hält zwei Guinness-Weltrekorde: Das Fest im Jahr 2000 war mit 120.000 Besuchern das weltgrößte Tamale-Festival, und mit einer Länge von 12,2 m und einem Durchmesser von 30 cm konnte die größte Tamale hergestellt werden.
Im Jahr 1993 wurde im Empire Polo Club ein Konzert der Band Pearl Jam veranstaltet, und sechs Jahre später wurde das Coachella Valley Music and Arts Festival ins Leben gerufen. Auf dem berühmten Musikfestival traten mittlerweile Stars und Bands wie Prince, Paul McCartney, Radiohead, Dr. Dre, Snoop Dogg, Pixies, The Cure, The White Stripes, Jay-Z, Tool, Beastie Boys, Red Hot Chili Peppers, Jane’s Addiction und Roger Waters auf. Das Event wurde im Jahr 2007 auf drei Tage ausgedehnt.
Im Mai 2007 richtete der Veranstalter des Coachella Festivals erstmals auch das Stagecoach Festival aus, ein zweitägiges Countrymusikfestival, das am Wochenende nach dem Coachella stattfindet. Hierbei waren bereits Musiker und Bands wie George Strait, Kenny Chesney, die Eagles, Sugarland, Taylor Swift und Kid Rock zu Gast.

### Sehenswürdigkeiten
Das Coachella Valley History Museum an der Miles Avenue in Indio umfasst ein 8000 m² großes Gelände, auf dem sich das Smiley-Tyler-Haus aus dem Jahr 1926, das Schulgebäude von 1909, das weltweit einzige Dattelmuseum, Gartenanlagen und Archive zur Aufbewahrung historischer Artefakte aus dem Coachella Valley befinden.
Im Schutzgebiet Indio Hills Palms wachsen seltene Kalifornische Washingtonpalmen (Washingtonia filifera), die es zwar an einigen Orten gibt, jedoch nur selten eine so große Population wie in den Canyons der Indio Hills. Entlang einer Linie, an der durch die San-Andreas-Verwerfung Grundwasser für die Palmen zur Verfügung steht, befindet sich ein Naturreservat, das zum angrenzenden Coachella Valley Preserve gehört. Hier wachsen weitere einheimische Palmenarten. Die der Stadt am nächsten gelegenen Palmenbestände sind von einem Parkplatz etwa 6 km nördlich von Indio aus über Wanderwege zu erreichen.

## Söhne und Töchter der Stadt
- Stan Van Gundy (* 1959), Basketballtrainer
- Debi Derryberry (* 1960), Synchronsprecherin und Schauspielerin
- Troy Downing (* 1967), Unternehmer und Politiker
- Vanessa Marcil (* 1968), Schauspielerin
- Oscar Loya (* 1979), Musicaldarsteller
- Randy Caballero (* 1990), nicaraguanischer Boxer